# FFAS Senior League 2014
Die FFAS Senior League 2014 ist die 34. Spielzeit der höchsten amerikanisch-samoanischen Spielklasse im Fußball der Männer. Sie begann am 9. August 2014. Innerhalb der Senior League existieren zwei Divisionen.

## Ligaformat
Vor der Saison sollten insgesamt acht Teams an der FFAS Senior League 2014 Division 1 teilnehmen. Allerdings wurde Pago Youth von der Teilnahme suspendiert, Tafuna Jets zogen sich freiwillig zurück und Taputimu Youth gehört nicht länger dem nationalen Fußballverband an.
Das bedeutet, dass fünf Vereine in der Liga gegeneinander spielen. Der Meister nimmt an der Qualifikation zur OFC Champions League 2015/16 teil. Zu Beginn der Saison sollte der letzte Platz in die zweite Division absteigen, während der vorletzte in der Relegation gegen den zweiten der Division 2 um den Klassenerhalt spielen muss. Ob dies auf Grund der wenigen Vereine durchgeführt wird, ist noch unbekannt.

## Statistiken

### Division 1

#### Tabelle
| Pl.                       | Verein        | Sp. | S | U | N | Tore    | Diff. | Punkte |
| ------------------------- | ------------- | --- | - | - | - | ------- | ----- | ------ |
| 1.                        | Utulei Youth  | 5   | 5 | 0 | 0 | 014:600 | +8    | 15     |
| 2.                        | Lion Heart    | 4   | 3 | 0 | 1 | 012:700 | +5    | 09     |
| 3.                        | FC SKBC (M)   | 5   | 2 | 0 | 3 | 017:110 | +6    | 06     |
| 4.                        | Vaiala Tongan | 5   | 2 | 0 | 3 | 013:120 | +1    | 06     |
| 5.                        | PanSa         | 5   | 0 | 0 | 5 | 007:270 | −20   | 0      |
| Stand: 13. September 2014 |               |     |   |   |   |         |       |        |

| Zum Saisonende 2014: Amerikanisch-samoanischer Meister und Teilnahme an der Qualifikation zur OFC Champions League 2015/16 |

| Zum Saisonende 2013: |                                |
| (M)                  | Salomonischer Meister: FC SKBC |

#### Kreuztabelle
Die Kreuztabelle stellt die Ergebnisse aller Spiele dieser Saison dar. Die Heimmannschaft ist in der linken Spalte, die Gastmannschaft in der oberen Zeile aufgelistet.
| 2014                                                                   | FC SKBC | Lion Heart | PanSa | Utulei Youth | Vaiala Tongan |
| ---------------------------------------------------------------------- | ------- | ---------- | ----- | ------------ | ------------- |
| FC SKBC                                                                |         | *          | 8:1   | 1:3          | 3:0†          |
| Lion Heart                                                             | 3:2     |            | 5:1   | *            | 3:2           |
| PanSa                                                                  | *       | *          |       | *            | 2:5           |
| Utulei Youth                                                           | 4:3     | 2:1        | 3:1   |              | *             |
| Vaiala Tongan                                                          | *       | *          | 6:2   | 0:2          |               |
| Stand: 13. September 2014 * = Noch nicht gespielt † = strafverifiziert |         |            |       |              |               |

### Division 2

#### Tabelle
| Pl.                       | Verein                   | Sp. | S | U | N | Tore    | Diff. | Punkte |
| ------------------------- | ------------------------ | --- | - | - | - | ------- | ----- | ------ |
| 1.                        | Ilaoa & To’omata (Leone) | 6   | 5 | 1 | 0 | 031:800 | +23   | 16     |
| 2.                        | Atu'u Broncos            | 6   | 4 | 2 | 0 | 021:500 | +16   | 14     |
| 3.                        | Vaitogi United           | 6   | 3 | 1 | 2 | 017:130 | +4    | 10     |
| 4.                        | Black Roses              | 6   | 1 | 2 | 3 | 011:150 | −4    | 05     |
| 5.                        | Green Bay (Faga'alu)     | 6   | 1 | 2 | 3 | 008:220 | −14   | 05     |
| 6.                        | Vaiala Tongan B          | 6   | 0 | 0 | 6 | 008:330 | −25   | 0      |
| Stand: 13. September 2014 |                          |     |   |   |   |         |       |        |

#### Kreuztabelle
Die Kreuztabelle stellt die Ergebnisse aller Spiele dieser Saison dar. Die Heimmannschaft ist in der linken Spalte, die Gastmannschaft in der oberen Zeile aufgelistet.
| 2014                                                                   | Atu'u Broncos | Black Roses | Green Bay | Ilaoa & To’omata | Vaiala Tongan B | Vaitogi United |
| ---------------------------------------------------------------------- | ------------- | ----------- | --------- | ---------------- | --------------- | -------------- |
| Atu'u Broncos                                                          |               | 4:2         | 6:0       | 1:1              | 7:1             | 2:0            |
| Black Roses                                                            | 1:1           |             | *         | *                | 3:0             | *              |
| Green Bay                                                              | *             | *           |           | 1:1              | 4:2             | 0:7            |
| Ilaoa & To’omata                                                       | *             | 3:0         | 5:2       |                  | 7:3             | 6:0            |
| Vaiala Tongan B                                                        | *             | *           | *         | 2:9              |                 | *              |
| Vaitogi United                                                         | *             | 6:4         | 1:1       | *                | 3:0†            |                |
| Stand: 13. September 2014 * = Noch nicht gespielt † = strafverifiziert |               |             |           |                  |                 |                |